# Agnolo Firenzuola
Agnolo Firenzuola (pe numele adevărat Michelangelo Girolamo Giovannini) (n. 28 septembrie 1493, Florența, Republica Florentină – d. 27 iunie 1543, Prato, Republica Florentină) a fost un scriitor și intelectual italian din perioada Renașterii.

## Opera
- 1523 - 1524: Argumente de dragoste ("Ragionamenti d'Amore")
- 1525: Măgarul de aur ("L'asino d'oro")
- 1540: Dialog despre frumusețea doamnelor ("Dialogo della Bellezza delle donne")
- 1540: Trinuzia.

1. 1 2  Autoritatea BnF, accesat în 10 octombrie 2015
2. 1 2  Dizionario Biografico degli Italiani
3. ↑  , p. 400 https://www.google.fr/books/edition/D_orient_en_occident/5-cImwEACAAJ?hl=fr Lipsește sau este vid: |title= (ajutor)
4. ↑  „Agnolo Firenzuola”, Gemeinsame Normdatei, accesat în 13 decembrie 2014
5. ↑  CONOR.SI[*] Verificați valoarea |titlelink= (ajutor)
6. ↑  Autoritatea BnF, accesat în 10 octombrie 2015